# بيير لودوفيك دوكلو
بيير لودوفيك دوكلو (بالإنجليزية: Pierre-Ludovic Duclos)‏ مواليد 8 يناير 1986 في مدينة كيبك، كندا، هو لاعب كرة مضرب كندي سابق وكان يلعب باليد اليمنى. أعلى تصنيف له في الفردي كان المركز الـ 229 في سنة 2012. أعلى تصنيف له في الزوجي كان المركز الـ 121 في سنة 2009.

## النهائيات
| الرقم | التاريخ         | الدورة        | الأرضية | المنافس في النهائي     | النتيجة       |
| 1.    | سبتمبر 24, 2007 | مارتوس (خاين) | صلبة    | ميجيل أنخيل لوبيز جاين | 6–4, 7–6(9–7) |
| 2.    | يوليو 7, 2008   | دمشق          | صلبة    | ريكاردو جيدن           | 6–4, 6–1      |
| 3.    | يوليو 28, 2008  | داكار         | صلبة    | نيلز ديسن              | 6–3, 7–5      |

## روابط خارجية
- بيير لودوفيك دوكلو على موقع رابطة محترفي التنس (الإنجليزية)
- بيير لودوفيك دوكلو على موقع الاتحاد الدولي لكرة المضرب (الإنجليزية)
- بيير لودوفيك دوكلو على موقع خلاصة التنس.كوم (الإنجليزية)
- بيير لودوفيك دوكلو على موقع إي إس بي إن.كوم (الإنجليزية)